# 中部方面航空隊
中部方面航空隊（ちゅうぶほうめんこうくうたい、JGSDF Middle Army Aviation Group）は、陸上自衛隊八尾駐屯地（大阪府 八尾市）に隊本部が駐屯する中部方面隊直轄の航空科部隊である。

## 概要
対戦車ヘリコプターによる戦闘および方面隊隷下の各部隊に対する航空偵察・空中機動・航空輸送・指揮連絡等を主任務とする。隊長は、1等陸佐（二）が充てられ八尾駐屯地司令を兼務し、隊旗はあさぎの群旗を使用する。
隊本部以下主力は八尾駐屯地に駐屯しており、隷下の第5対戦車ヘリコプター隊が明野駐屯地に、中部方面ヘリコプター隊の一部が美保分屯地に、管制・気象業務を担当する管制気象隊は管内各飛行場単位に派遣隊を明野駐屯地、防府分屯地、北徳島分屯地、美保分屯地にそれぞれ駐屯させている。

## 沿革
- 1962年（昭和37年）
  - 1月18日：中部方面航空隊が八尾分屯地において編成完結。

  1. 中部方面航空隊本部、中部方面飛行隊および中部方面管制気象隊が八尾分屯地に新編。
  2. 第3管区隊第3航空隊（八尾分屯地）が第3飛行隊に改編され、隷下に編合。
  3. 第10混成団第10航空隊（明野駐屯地）が第10飛行隊に改編され、隷下に編合。
  4. 中部方面航空隊隷下に第13飛行隊が大津駐屯地に新編。
  5. 中部方面管制気象隊派遣隊が明野駐屯地に新編。

  - 11月29日：第13飛行隊が大津駐屯地から防府分屯地に移駐。
- 1963年（昭和38年）
  - 3月31日：中部方面管制気象隊第2派遣隊が防府分屯地に新編。
  - 4月3日：中部方面管制気象隊派遣隊が第1派遣隊に改編。
- 1964年（昭和39年）
  - 3月24日：第309航空野整備中隊が第309航空野整備隊に改編され、隷下に編合。
  - 3月26日：第309航空野整備隊が八尾分屯地に移駐。
- 1968年（昭和43年）3月1日：中部方面ヘリコプター隊が八尾分屯地に新編。
- 1978年（昭和53年）4月5日：第309航空野整備隊が中部方面航空野整備隊に称号変更。
- 1994年（平成06年）3月28日：部隊改編。

1. 中部方面飛行隊（八尾駐屯地）を廃止し、中部方面航空隊本部付隊に改編。
2. 第5対戦車ヘリコプター隊を明野駐屯地に新編。
3. 第3飛行隊（八尾駐屯地）が第3師団に編入。
4. 第10飛行隊（明野駐屯地）が第10師団に編入。
5. 第13飛行隊（防府分屯地）が第13師団に編入。

- 2006年（平成18年）3月：中部方面航空隊本部付隊のLR-1が第1ヘリコプター団連絡偵察飛行隊に管理換え。
- 2009年（平成21年）3月：第14飛行隊編成準備隊を隊本部に編組。
- 2010年（平成22年）　
  - 3月26日：中部方面管制気象隊第3派遣隊を北徳島分屯地に新編。
  - 10月3日：中部方面ヘリコプター隊のUH-1が八尾駐屯地内で中間点検整備後の試験飛行中に高度約10mでのホバリング中に墜落。機体は横転し、乗員4名が重軽傷を負った。
- 2012年（平成24年）2月16日：中部方面ヘリコプター隊にOH-1が配備。
- 2018年（平成30年）
  - 3月27日：航空自衛隊美保基地（米子空港）内に併設される美保分屯地が開設[1]。

  1. 中部方面ヘリコプター隊第3飛行隊を美保分屯地に新編。CH-47を配備[2]。
  2. 中部方面管制気象隊第4派遣隊を美保分屯地に新編。

  - 6月18日：大阪府北部地震の発生を受け、その直後からOH-6やUH-1を離陸させて情報収集に当たった。翌19日にも1機のUH-1が離陸した[3]。
- 2024年（令和6年）
  - 1月2日：能登半島地震 (2024年)の発生に伴う災害派遣開始。同日、八尾のCH-47が小松基地から輪島分屯基地まで警察の広域応援部隊約200名の輸送を実施するなどの活動を開始[4]。
  - 3月：中部方面ヘリコプター隊第1飛行隊にUH-2が配備[5]。

## 部隊編成
特記ないものは八尾駐屯地内に所在している。
- 中部方面航空隊本部
- 中部方面航空隊本部付隊「中方航-本」
- 第5対戦車ヘリコプター隊（明野駐屯地）
  - 第5対戦車ヘリコプター隊本部
  - 第5対戦車ヘリコプター隊本部付隊「5対戦ヘリ-本」
  - 飛行支援隊「5対戦ヘリ-飛支」：OH-1
  - 飛行隊「5対戦ヘリ-飛」：AH-1S
- 中部方面ヘリコプター隊
  - 中部方面ヘリコプター隊本部
  - 中部方面ヘリコプター隊本部付隊「中方ヘリ-本」：OH-1
  - 第1飛行隊「中方ヘリ-1」：UH-2、UH-1J
  - 第2飛行隊「中方ヘリ-2」：UH-1J
  - 第3飛行隊「中方ヘリ-3」（美保分屯地）：CH-47
- 中部方面管制気象隊「中方管気」
  - 中部方面管制気象隊本部
  - 基地隊「中方管気-基」
  - 第1派遣隊（明野駐屯地）
  - 第2派遣隊（防府分屯地）
  - 第3派遣隊（北徳島分屯地）
  - 第4派遣隊（美保分屯地）
- 中部方面航空野整備隊「中方航整」
  - 中部方面航空野整備隊本部
  - 整備隊
  - 補給隊

## 主要幹部
| 官職名                             | 階級    | 氏名       | 補職発令日     | 前職                                                               |
| ---------------------------------- | ------- | ---------- | -------------- | ------------------------------------------------------------------ |
| 中部方面航空隊長 兼 八尾駐屯地司令 | 1等陸佐 | 圡田吉彦   | 2024年08月01日 | 防衛政策局防衛政策課防衛調整官 兼 戦略企画課 兼 陸上幕僚監部防衛部 |
| 副隊長                             | 1等陸佐 | 秋田賢二   | 2025年03月17日 | 陸上自衛隊航空学校                                                 |
| 第5対戦車ヘリコプター隊長          | 2等陸佐 | 髙橋慎一郎 | 2024年12月20日 | 陸上自衛隊航空学校宇都宮校勤務                                     |
| 中部方面ヘリコプター隊長           | 2等陸佐 | 田川秀樹   | 2024年03月18日 | 輸送航空隊副隊長                                                   |

| 代 | 氏名               | 在職期間                                                    | 前職                                                               | 後職                                                 |
| -- | ------------------ | ----------------------------------------------------------- | ------------------------------------------------------------------ | ---------------------------------------------------- |
| 01 | 田中堯             | 1962年01月18日 - 1962年07月31日                             | 第3航空隊長 兼 八尾分とん地司令                                    | 第1ヘリコプター隊長                                  |
| 02 | 芝田武治           | 1962年08月01日 - 1964年03月15日                             | 第1ヘリコプター隊長                                                | 中部方面総監部付                                     |
| 03 | 駒沢渡 （2等陸佐） | 1964年03月16日 - 1965年07月15日                             | 中部方面航空隊副長                                                 | 東部方面総監部付                                     |
| 04 | 新妻英雄           | 1965年07月16日 - 1968年03月15日 ※1966年07月01日 1等陸佐昇任 | 北部方面航空隊                                                     | 陸上自衛隊航空学校企画室長                           |
| 05 | 別所寛己           | 1968年03月16日 - 1972年01月16日                             | 陸上自衛隊航空学校企画室長                                         | 中部方面総監部付                                     |
| 06 | 野村浩三           | 1972年01月17日 - 1972年07月16日                             | 中部方面航空隊副隊長                                               | 第14普通科連隊勤務                                   |
| 07 | 阿野愼平           | 1972年07月17日 - 1973年07月15日                             | 中部方面航空隊副隊長                                               | 中部方面総監部総務課勤務                             |
| 08 | 堀宏               | 1973年07月16日 - 1976年03月15日                             | 陸上自衛隊航空学校研究部長                                         | 陸上幕僚監部総務課勤務                               |
| 09 | 樋田一雄           | 1976年03月16日 - 1978年01月09日                             | 東部方面航空隊副隊長                                               | 陸上自衛隊航空学校霞ヶ浦分校長                       |
| 10 | 安藤克彦           | 1978年01月10日 - 1980年07月31日                             | 陸上幕僚監部航空課運用訓練班長                                     | 陸上幕僚監部装備部航空機課長                         |
| 11 | 中木重蔚           | 1980年08月01日 - 1983年03月15日                             | 陸上幕僚監部装備部航空機課 総括班長                                | 陸上自衛隊航空学校研究部長                           |
| 12 | 神場實             | 1983年03月16日 - 1985年03月15日                             | 陸上自衛隊航空学校研究部長                                         | 陸上幕僚監部装備部航空機課長                         |
| 13 | 服部幹雄           | 1985年03月16日 - 1987年03月15日                             | 陸上自衛隊航空学校第1教育部長                                      | 陸上自衛隊航空学校霞ヶ浦分校長                       |
| 14 | 岩澤貞明           | 1987年03月16日 - 1988年07月31日                             | 陸上自衛隊航空学校研究部長                                         | 陸上自衛隊航空学校宇都宮分校長 兼 北宇都宮駐屯地司令 |
| 15 | 長澤俊文           | 1988年08月01日 - 1990年07月31日                             | 陸上幕僚監部装備部航空機課長                                       | 統合幕僚学校教育課長                                 |
| 16 | 宮本俊春           | 1990年08月01日 - 1992年03月15日                             | 八尾駐屯地業務隊長                                                 | 陸上自衛隊航空学校整備部長                           |
| 17 | 佐藤文彦           | 1992年03月16日 - 1994年03月22日                             | 陸上幕僚監部装備部航空機課長                                       | 第1ヘリコプター団長 兼 木更津駐屯地司令              |
| 18 | 山根峯治           | 1994年03月23日 - 1995年06月29日                             | 陸上幕僚監部装備部航空機課 総括班長                                | 陸上幕僚監部装備部航空機課長                         |
| 19 | 角裕行             | 1995年06月30日 - 1996年06月30日                             | 陸上幕僚監部装備部航空機課 総括班長                                | 陸上幕僚監部装備部航空機課長                         |
| 20 | 富本啓一           | 1996年07月01日 - 1998年07月31日                             | 陸上幕僚監部人事部補任課 人事第2班長                               | 北部方面航空隊長 兼 丘珠駐屯地司令                   |
| 21 | 富山一郎           | 1998年08月01日 - 2001年03月31日                             | 自衛隊富山地方連絡部長                                             | 東部方面航空隊長 兼 立川駐屯地司令                   |
| 22 | 芦岡広明           | 2001年04月01日 - 2003年07月31日                             | 第4後方支援連隊長                                                  | 陸上自衛隊補給統制本部航空部長                       |
| 23 | 上野明義           | 2003年08月01日 - 2005年12月04日                             | 自衛隊群馬地方連絡部長                                             | 陸上自衛隊幹部学校企画室長                           |
| 24 | 金丸章彦           | 2005年12月05日 - 2007年03月27日                             | 陸上幕僚監部人事部 人事計画課企画班長                              | 陸上幕僚監部人事部厚生課長                           |
| 25 | 清田安志           | 2007年03月28日 - 2008年03月25日                             | 陸上自衛隊幹部学校付                                               | 陸上幕僚監部防衛部防衛課 防衛調整官                  |
| 26 | 田中重伸           | 2008年03月26日 - 2010年07月31日                             | 陸上幕僚監部防衛部 情報通信・研究課研究班長                        | 陸上自衛隊研究本部主任研究開発官                     |
| 27 | 関口勝則           | 2010年08月01日 - 2011年08月04日                             | 陸上自衛隊研究本部研究員                                           | 陸上幕僚監部装備部航空機課長                         |
| 28 | 濱田博之           | 2011年08月05日 - 2013年03月22日                             | 陸上幕僚監部人事部補任課 人事第2班長                               | 陸上自衛隊幹部学校主任教官                           |
| 29 | 中尾国保           | 2013年03月23日 - 2015年08月03日                             | 統合幕僚監部防衛計画部計画課 業務計画班長                          | 陸上自衛隊研究本部主任研究開発官                     |
| 30 | 真岡孝成           | 2015年08月04日 - 2016年11月30日                             | 陸上幕僚監部装備部航空機課 航空安全班長                            | 陸上自衛隊航空学校第1教育部長                        |
| 31 | 森貴義             | 2016年12月01日 - 2019年03月22日                             | 陸上自衛隊研究本部研究員                                           | 陸上自衛隊航空学校第1教育部長                        |
| 32 | 藤田尚樹           | 2019年03月23日 - 2021年03月14日                             | 陸上自衛隊会計監査隊副隊長                                         | 第1ヘリコプター団副団長                              |
| 33 | 三浦英彦           | 2021年03月15日 - 2022年03月29日                             | 陸上幕僚監部防衛部防衛課防衛班長                                   | 東北方面総監部防衛部長                               |
| 34 | 佐藤徹             | 2022年03月30日 - 2023年03月29日                             | 陸上自衛隊教育訓練研究本部                                         | 陸上幕僚監部運用支援・訓練部 訓練課長                |
| 35 | 加賀澤俊樹         | 2023年03月30日 - 2024年07月31日                             | 陸上幕僚監部人事教育部募集・援護課 総括班長                        | 陸上自衛隊航空学校第1教育部長                        |
| 36 | 圡田吉彦           | 2024年08月01日 -                                            | 防衛政策局防衛政策課防衛調整官 兼 戦略企画課 兼 陸上幕僚監部防衛部 |                                                      |

## 主要装備
- UH-1J
- UH-2
- AH-1S コブラ
- OH-1
- CH-47[2]
- 73式小型トラック / 1/2tトラック
- 73式中型トラック / 1 1/2tトラック
- 73式大型トラック / 3 1/2tトラック
- 3トン半水タンク車
- 3トン半燃料タンク車
- 10000リットル燃料タンク車
- 着陸誘導装置 JTPN-P20
- 気象測定装置 JMMQ-M5
- 航法援助装置 JMRM-A2
- スリングネット
- スリングベルト
- 野外支援車
- 野外炊具
- 1トン半救急車
- 9mm拳銃
- 89式5.56mm小銃
- 5.56mm機関銃MINIMI
- 12.7mm重機関銃M2

### 過去の装備
- 64式7.62mm小銃